# Bankoa
Bankoa fue una entidad financiera española. Su sede central estuvo situada en San Sebastián y contaba con oficinas en Guipúzcoa, Vizcaya, Álava, Navarra, La Rioja y Madrid. La entidad estaba especializada en asesoramiento dirigido a los segmentos de banca personal, banca privada, banca de empresas y banca-seguros. Tras ser adquirida al grupo francés Crédit Agricole, se incorporó al grupo Abanca en enero de 2021, y en noviembre del mismo año se produjo su integración total.

## Historia
Bankoa fue fundada en abril de 1975 bajo el nombre de Banco Industrial de Guipúzcoa, aunque posteriormente tomó su actual denominación que quiere decir El Banco en euskera. En un principio era un banco orientado a clientes industriales, aunque posteriormente evolucionó hacia un tipo de banca comercial.
En 1997, Bankoa fue adquirido por el grupo financiero francés Crédit Agricole, a través de su caja de ahorros asociada Caisse Régionale Pyrénées Gascogne que se hizo con más del 98% del capital social de Bankoa. 

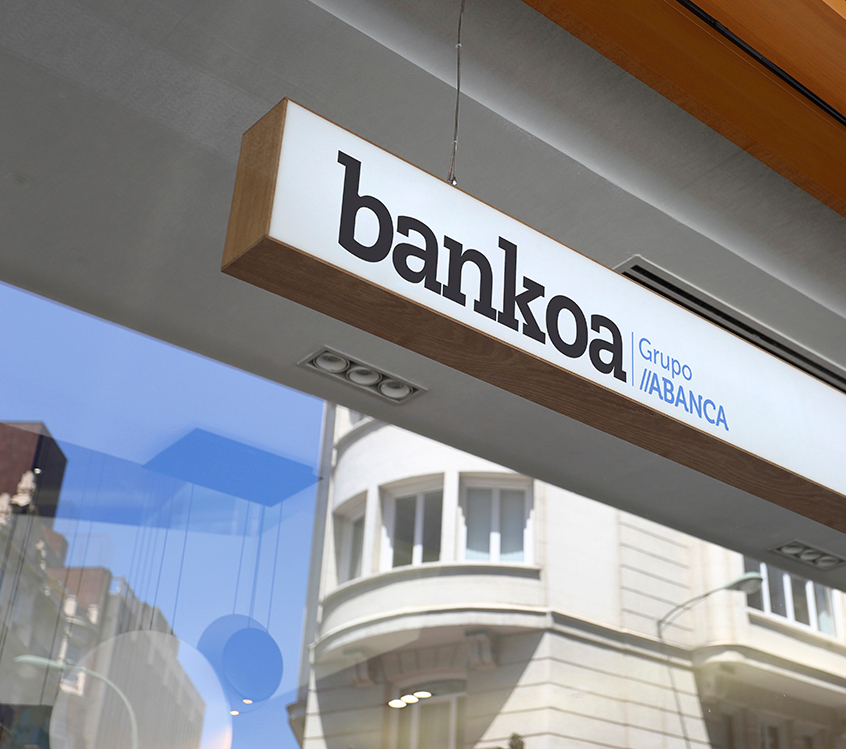
Imagen de marca de Bankoa Grupo Abanca

En 2011, Caisse Régionale de Crédit Agricole Mutuel Pyrénées Gascogne, Ipar Kutxa y Bankoa aprobaron un protocolo de alianza para la integración de Bankoa e Ipar Kutxa. Finalmente, Crédit Agricole rehusó continuar con el proceso de fusión.
En julio de 2020, Abanca y el grupo Crédit Agricole suscribieron un acuerdo preliminar para la compra de las acciones de este último en Bankoa.
En septiembre de 2020, Abanca y Crédit Agricole suscribieron la compraventa de Bankoa y un acuerdo de colaboración comercial y financiera de ámbito internacional.
El 28 de enero de 2021, Abanca cerró la compra de Bankoa. La entidad gallega formalizó la adquisición del 99,81% del capital de Bankoa por 122,4 millones de euros. A los propietarios de ese casi 0,2% restante de las acciones, Abanca les ofreció 18,3 acciones propias por cada título de Bankoa.
El 26 de abril de 2021, el consejo de administración de Abanca aprobó el proyecto de fusión con Bankoa.
El 12 de noviembre de 2021, la fusión fue inscrita en el Registro Mercantil.
El 14 de noviembre de 2021, Abanca finalizó la integración de Bankoa con la realización de las dos últimas operaciones del proceso: la implantación de marca y el paso de la actividad a la plataforma tecnológica y operativa de Abanca. Este grupo opera en el País Vasco, Navarra y La Rioja con la marca Bankoa Abanca.

## Red de oficinas
A 30 de septiembre de 2020, Bankoa contaba con 30 oficinas (27 de las cuales situadas en el País Vasco, más otras tres en Madrid, Navarra y La Rioja) y 257 empleados.